# Отокар IV (Щирия)
Отокар IV (на немски: Ottokar IV; * 1163, † 8 май 1192 г.) е маркграф и херцог Щирия след 1180 г., когато Щирската марка, дотогава подчинена на Херцогство Бавария, е издигната до статут на самостоятелно княжество.

## Биография
Той е син на Отокар III Щирски и е последният владетел от династията на Отакарите.
През 1186 г. Отокар IV сключва с Леополд Австрийски Пакта от Георгенберг, една лична уния, която обединява Щирия с Херцогство Австрия след смъртта на Отокар през 1192 г.
Бездетен и смъртно болен – инфектиран от проказа по време на кръстоносен поход, Отокар оставя княжеството си на Леополд и на сина му Фредерик под условието, че Австрия и Щирия занапред ще останат неразделени.